# ستيف كلوفز
ستيف كلوفز (مواليد 18 مارس 1960) هو سيناريست ومخرج أمريكي، عرف لكتابته فيلم أولاد مذهلين الذي رشح لجائزة الأوسكار لأفضل سيناريو مقتبس.

## روابط خارجية
- ستيف كلوفز على موقع IMDb (الإنجليزية)
- ستيف كلوفز على موقع روتن توميتوز (الإنجليزية)
- ستيف كلوفز على موقع ألو سيني (الفرنسية)
- ستيف كلوفز على موقع أول موفي (الإنجليزية)
- ستيف كلوفز على موقع بوكس أوفيس موجو (الإنجليزية)
- ستيف كلوفز على موقع إن إن دي بي (الإنجليزية)
- ستيف كلوفز على موقع ديسكوغز (الإنجليزية)
- ستيف كلوفز على موقع قاعدة بيانات الفيلم (الإنجليزية)
- ستيف كلوفز على موقع كينوبويسك (الروسية)